# Keion Crossen
Keion Crossen (Garysburg, Carolina del Norte, 17 de abril de 1996) es un jugador profesional estadounidense de fútbol americano que se desempeña en la posición de cornerback en Miami Dolphins, equipo de la National Football League (NFL).

## Carrera
Fue seleccionado en la séptima ronda en la Reunión Anual de Selección de Jugadores de la NFL de 2018. Hizo su debut profesional con el equipo New England Patriots, en el cual jugó una temporada (2018-2019), después pasó a Houston Texans (2019-2021), posteriormente a New York Giants (2021-2022), luego a Miami Dolphins, donde lleva jugando una temporada.